# Gymnothorax nigromarginatus
Gymnothorax nigromarginatus és una espècie de peix de la família dels murènids i de l'ordre dels anguil·liformes.

## Morfologia
Els mascles poden assolir els 99 cm de longitud total.

## Distribució geogràfica
Es troba des del sud de Florida fins a Texas i Yucatán (Mèxic).